# Clydeside
Clydeside est une importante conurbation près de l'estuaire de la Clyde en Écosse.